# Semachrysa minuta
Semachrysa minuta is een insect uit de familie van de gaasvliegen (Chrysopidae), die tot de orde netvleugeligen (Neuroptera) behoort. 
Semachrysa minuta is voor het eerst wetenschappelijk beschreven door Brooks in 1983.